# Операција Алфа
Операцију Алфа извеле су здружене четничко-италијанске снаге у првој половини октобра 1942. у склопу офанзивних планова италијанске 2. армије. Овом операцијом одбачене су слабије снаге НОВЈ западно од Неретве, које су пружиле само симболичан отпор, и поново је окупиран Прозор.
Током наступања четници су извршили пљачку, уништавање села и масакр цивила. Током операције страдало је 1.019 цивила од стране четника.

## Планирање операције
Операција Алфа била је део шире замишљене операције „Динара“ Овом операцијом је команда италијанске 2. армије намеравала поново овладати простором између линије Мостар - Јабланица и Книн - Босанско Грахово. У ту сврху вођени су преговори са Командом оружаних снага НДХ ради ангажовања снага. Међутим, будући да су крупне снаге НДХ биле ангажоване у операцијама вођеним од стране Немаца (Јајце I, II и III), команда НДХ сматрала је да ће бити је у стању ангажовати знатније снаге тек након 15. октобра. Услед тога је командант италијанске 2. армије, генерал Роата, одлучио да први део плана, Операцију Алфа, изведе само уз употребу италијанских и четничких снага, док су мање снаге НДХ учествовале углавном на задацима обезбеђења.
Операција Алфа извођена је у источном делу просторије операције Динара. Њен непосредни циљ било је откањање опасности од рударске зоне Мостара и пруге Мостар - Сарајево, поновно запоседање Прозора. Прозор је био у рукама НОВЈ од 14. јула 1942, када га је заузела Трећа пролетерска бригада ликвидиравши усташки гарнизон.

## Ток операције
Операција је почела је 5. октобра 1942. ујутро снажним артиљеријским дејствима и наступањем пет нападних колона у захвату између долина Дрежанке и Раме. У време операције, на захваћеном простору налазили су се само 1, 3. и 4. батаљон Десете херцеговачке бригаде НОВЈ. Тактичка бројчана надмоћ нападача била је између 15:1 и 20:1. Напредовање је вршено систематски, уз масовну употребу артиљерије. Главнину пешадијских наступајућих колона чинили су четници из источне Херцеговине под командом Петра Баћовића. Један мањи одред под командом Баћовића учествовао је у претходној италијанској операцији Албиа у Подбиоковљу. За ову операцију извршена је додатна мобилизација, тако да су само четничке снаге у операцији, према Баћовићу, бројале 5.500 људи.
С обзиром на надмоћ нападача, Мостарски батаљон Десете херцеговачке бригаде НОВЈ, који се затекао на правцима удара, успоравао је напредовање нападача тек мањим чаркама.
Непријатељ је концентрично наступао у пет колона према нашем дијелу слободне територије, и то: од Блидлиња преко Дугог поља, из Јабланице долином ријеке Дољанке, из Раме долином ријеке Раме, из Острошца и из Коњица уз јаку подршку авијације и артиљерије. Сви правци непријатељског наступања водили су у шири рејон Прозора.
Пред сваком нашом четом, које су бројале око 70 бораца, појавиле су се рашчлањене колоне непријатеља у јачини од 1.000 до 1.500 војника. Нама је остало да се са истуреним патролама повлачимо и повремено припуцавамо...
Италијани су, наступајући путем у долини Раме и с обје стране те ријеке, тукли артиљеријом све испред себе, а највише села. Артиљеријску и минобацачку подршку Италијани су вршили и ради наступања четничких колона.
У току 6. октобра извршено је прикупљање снага. Са Мостарским батаљоном успоставио је везу 1. гатачки батаљон, који је доведен из резерве, и 4. прозорски батаљон на положајима испред Прозора. Међутим, није дошло до пружања јачег отпора. На изненађење бораца и штабова батаљона, штаб бригаде наредио је да се батаљони 8. октобра у зору извуку из контакта са непријатељем и повуку према северозападу.
У зору, 8. октобра, батаљони су добили наређење Штаба наше Бригаде за хитно повлачење а да нисмо пружили било какав озбиљнији отпор непријатељу иако су наша три батаљона била прикупљена на релативно уском простору и била спремна пружити отпор непријатељу. У току тог и сутрашњег дана извршен је марш батаљона према Горњем Вакуфу и Ростову. У току марша, потиштени призорима и догађајима, борци су изрицали разноврсне оцјене због повлачења Бригаде.

Сви смо били постиђени пред народом,, који нам је толико пружио по нашем доласку на овај терен, не само нашем Батаљону него и другим пролетерским, ударним и партизанским јединицама. Избезумљени старци и жене питали су нас: »Куда ћете? Зашто нас овако, без борбе, остављате?« Још прије повлачења поједини борци и групице из Прозорског батаљона напуштали су своје чете, јер нису могли посматрати палеж својих села с наших положаја. До 10. октобра италијанско-четничке колоне заузеле су Прозор, Шћит и Равно, а 9. октобра Нијемци су заузели Горњи Вакуф.
Одлуку за повлачење донео је Оперативни штаб 5. црногорске и 10. херцеговачке бригаде услед неповерења у борбену вредност ових батаљона. Штаб је сматрао да је постојала опасност да би ове, по оцени штаба, слабе и неувежбане јединице у јачем сукобу са надмоћним непријатељем могле доживети тешке губитке и распад. О одлуци за повлачење овај штаб је известио Врховни штаб, наводећи:
Ова три батаљона Херцеговачке бригаде, који су били на овим положајима су најслабији батаљони бригаде, изузевши 1. батаљон, међу којима се налази Мостарски и Прозорски батаљон који и политички и војнички стоје на врло ниском нивоу, о чему сте ви и раније били извјештавани од Херцеговачке бригаде, те због тога нису одговорили свом постављеном задатку, из сасвим разумљивих и познатих разлога, ни у моменту кад непријатељ још није покушао са офанзивом према Прозору, а камоли кад је са оволиким снагама навалио у правцу њих ...
Упркос изостанку отпора, наступајуће четничке снаге вршиле су терор над локалним становништвом. Према послератној евиденцији, за тих неколико дана у јабланичком крају убијено је 170, а у прозорском 849 цивила. Ови масакри праћени су паљењем села и пљачком покретне имовине.
О насталом терору мајор Петар Баћовић известио је Михаиловићев штаб депешама од 10. и 23. октобра 1942. Он наводи да је „попаљено 15 католичких села“ и „заклано преко 2.000 шокаца и муслимана. Већином усташе или комунисти“
О масакру је известио и италијански капетан Виђак (итал. Vigiac) у свом извештају начелнику Обавештајног одељења италијанског 6. армијског корпуса мајону Анђелу де Матеису од 18. октобра 1942:
Колону долине Дрежнице под мојом командом сачињава у првом раздобљу бригада Требиње (5. батаљон) и бригада Гацко (2. батаљон). Након што се концентрисала у Дрежници дана 3. октобра, кренула је, како је наређено од команде 6. армије, у зору дана 6. у правцу првог циља... Бригада Гацко под командом потпоручника Фестини потпомогнутог од српског поручника Поповић Милорада добила је наређење да се сједини са бригадом Билеће, под командом поручника Огризен, потпомогнут од српског официра Куреш Милоша.
Читава зона уздуж маршруте одавно је под окупацијом партизана; домаћини су добрим делом побегли и тако доказали да се цивилно становништво са њима саживело; зато су села и куће потпуно уништене.
Од 6. до 10. октобра нађено је преко 700 мртвих међу борцима и становништвом разних села који су давали отпор.
Антикомунистички одреди зауставили су се читав дан 10. на заузетим положајима. Дана 11. наставило се је за Прозор, где сам у 12.30 узео везу са италијанским трупама.

Издржавајући сваковрсне тешкоће и напоре, на врло тешком терену, антикомунистичке колоне Дрежнице, вођене од италијанских официра и подофицира дале су доказе и овога пута њихове издржљивости, њиховог полета, њихове агресивности и њихове сарадње са италијанском војском у борби против заједничког непријатеља: комуниста.

## Развој након окончања операције
Ови масакри изазвали су, поред осталог, протесте власти НДХ код италијанске команде. Упркос томе, у другoм делу операције Динара, операцији Бета, Италијани су успели поново да ангажују четничке, усташке и домобранске снаге у истој операцији. Овај пут није се радило о Баћовићевој формацији (MVAC (итал. Milizia volontaria anticommunista снаге VI корпуса према италијанској терминологији), него о Динарској дивизији (MVAC снаге XVIII корпуса) Момчилa Ђујићa.
Баћовићев одред, у нешто мањој јачини (2.800 људи), пребачен је италијанским транспортом у Книн средином децембра 1942, под команду XVIII италијанског корпуса, према замисли генерала Роате. Ова замисао поклапала се са офанзивним плановима Михаиловића.